# Malpartit
Malpartit es una localidad española del municipio de Torrefarrera, perteneciente a la provincia de Lérida, en la comunidad autónoma de Cataluña.

## Historia
A mediados del siglo XIX, el lugar, por entonces con un alcalde pedáneo dependiente del Ayuntamiento de Torrefarrera, tenía contabilizadas 10 casas. Aparece descrito en el decimoprimer volumen del Diccionario geográfico-estadístico-histórico de España y sus posesiones de Ultramar de Pascual Madoz de la siguiente manera:

MALPARTIT: l. con alc. p., dependiente del ayunt. de Torre-farrera (1 hora y 1/4), en la prov., part. jud. y dióc. de Lérida (2 leg. largas), aud. terr. y c. g. de Barcelona (36): sit. en un llano al N. de la cap., donde el clima es propenso á gastro-catarrales y flegmasias. Se compone de 10 casas, una calle desempedrada, y una igl. (la Trinidad), dependiente de la parr. de Villanueva de Alpicat; del cementerio de cuyo pueblo se utilizan los vec.; fuera del pueblo hay una balsa y á 1/4 de dist. al NO. una abundantísima fuente, de cuyas aguas se surten los vec. para sus necesidades. Confina el term. por el N. con la Seira y Alguaire; E Roselló; S. Torre-farrera y Rainat, y O. Villanueva de Alpicat. El terreno es secano de buena calidad, pero frecuentemente es perjudicado de la sequía: por su parte N. se conservan algunos pinos y robles, resto de los grandes bosques que hubo en otro tiempo, y hay tambien un buen plantío de olivar. Los caminos son de comunicacion á los pueblos circunvecinos y en mal estado; recibiendo la correspondencia por encargo de la adm. de la cap. prod.: trigo, cebada, aceite y poco vino; cria ganado lanar y hay caza de algunas liebres, que son muy elogiadas por su lijereza; perdices, cogujadas y algunas calandrias. pobl., riqueza y contr.: V. el cuadro sinóptico del part. jud.
(Madoz, 1848, p. 114)

En 2022 la entidad singular de población tenía empadronados 37 habitantes y el núcleo de población 34 habitantes.